# 勝央町
勝央町（日语：／ Shōō chō */?）是位于日本岡山縣東北部的一個城鎮。是賴光四天王之一的坂田金時過世之地。
主要產業為農業，近年來致力於黑大豆的生產，加上周邊地區為日本最主要的黑大豆產地。

## 歷史
市中心「勝間田」過去為往來出雲地區的美作七宿之一。

### 年表
- 1889年6月1日：實施町村制，現在的轄區在當時分屬：
  - 勝南郡：勝田村、高取村
  - 勝北郡：植月村、古吉野村、吉野村
- 1891年2月27日：勝田村改名為勝間田村。
- 1900年4月1日：勝北郡和勝南郡合併為勝田郡。
- 1901年4月1日：植月村的大字平地區被併入勝間田村。
- 1906年3月28日：勝間田村改制為勝間田町。
- 1954年3月31日：勝間田町、植月村、古吉野村、高取村和吉野村的部分地區合併為勝央町。[1]

### 變遷表
| 1889年 6月1日 | 1889年 - 1926年           | 1889年 - 1926年        | 1926年 - 1954年          | 1955年 - 1989年          | 1989年 - 現在           | 現在                    |
| ------------- | ------------------------- | ---------------------- | ------------------------ | ------------------------ | ----------------------- | ----------------------- |
| 吉野村        | 吉野村                    | 吉野村                 | 1954年3月31日 併入勝田町 | 1954年3月31日 併入勝田町 | 2005年3月22日 美作市    | 2005年3月22日 美作市    |
| 吉野村        | 吉野村                    | 吉野村                 | 1954年3月31日 勝央町     | 勝央町                   | 勝央町                  | 勝央町                  |
| 古吉野村      |                           |                        | 1954年3月31日 勝央町     | 勝央町                   | 勝央町                  | 勝央町                  |
| 植月村        | 植月村                    | 植月村                 | 1954年3月31日 勝央町     | 勝央町                   | 勝央町                  | 勝央町                  |
| 植月村        | 1901年4月1日 併入勝間田村 | 1906年3月28日 勝間田町 | 1954年3月31日 勝央町     | 勝央町                   | 勝央町                  | 勝央町                  |
| 勝田村        | 1891年2月27日 勝間田村    | 1906年3月28日 勝間田町 | 1954年3月31日 勝央町     | 勝央町                   | 勝央町                  | 勝央町                  |
| 高取村        | 高取村                    | 高取村                 | 1954年3月31日 勝央町     | 1955年6月1日 併入津山市  | 1955年6月1日 併入津山市 | 1955年6月1日 併入津山市 |

## 交通

### 鐵路
- 西日本旅客鐵道
  - 姬新線：（←美作市） - 勝間田車站 - 西勝間田車站 - （津山市→）

### 道路
高速道路
- 中國自動車道：勝央服務區
- 美作岡山道路：勝央交流道
- 中國自動車道上距離最近的交流道為津山交流道和美作交流道

一般國道
- 國道179號 (日本)、國道429號 (日本)

## 觀光資源
- 栗柄神社（坂田金時過世之地）
- 金時祭（毎年8月第四周的週末）

## 姊妹、友好都市

### 日本
- 小山町（位於靜岡縣駿東郡，在1973年11月24日締結為姊妹都市）

## 本地出身之名人
- 木村毅：作家
- 額田六福：作家、編劇

## 外部連結
- （日語） 勝央圖書館[永久]